# Salvirola
Salvirola là một đô thị ở tỉnh Cremona, vùng Lombardia của Italia, có vị trí cách khoảng 50 km về phía đông của Milan và khoảng 30 km về phía tây bắc của Cremona. Tại thời điểm ngày 31 tháng 12 năm 2004, đô thị này có dân số 1.048 người và diện tích là 7,4 km².
Salvirola giáp các đô thị: Cumignano sul Naviglio, Fiesco, Izano, Romanengo, Ticengo, Trigolo.